# Takeda Nobuko
En aquest nom japonès, el cognom és Takeda.
Takeda Nobuko (武 田信廉, 1529-1582) va ser un samurai japonès que pertanyia al clan Takeda durant el període Sengoku en la història del Japó.
Va ser germà de Takeda Shingen i considerat com un dels seus famosos Vint-i-quatre generals a causa de les seves capacitats militars. Nobuko comandà les forces principals del clan Takeda durant la batalla de Nagashino sota la guia de Takeda Katsuyori.
Nobuko morí el 1582 quan tropes d'Oda Nobunaga van envair les terres pertanyents al clan Takeda, va intentar fugir però va ser perseguit i decapitat.